# Michel de Rosen
Michel de Rosen, né le 18 février 1951 à Paris 16e, est un haut fonctionnaire et chef d'entreprise français.

## Formation
Il a fait sa scolarité secondaire au lycée Hoche de Versailles avant d'effectuer ses études à l’École des hautes études commerciales (HEC). Il entre ensuite à l'École nationale d'administration (promotion Guernica, 1974-1976), il sort major de la voie administration économique et choisit à sa sortie l'inspection générale des finances.

## Carrière
Il est conseiller au cabinet du ministre de la Défense entre 1980 et 1981. Après l'alternance politique, il quitte l'Administration en 1982 pour rejoindre le groupe Rhône-Poulenc. Il y est directeur général de Pharmuka (1983-1986).
Après l'alternance suivante, il revient, de 1986 à 1988, comme directeur du cabinet d'Alain Madelin, ministre de l'industrie, des PTT et du tourisme.
Il retourne en 1988 dans le groupe Rhône-Poulenc où il est directeur général de la filiale Fibres et Polymères entre 1988 et 1993, puis président-Directeur Général de Rhône Poulenc Rorer et Rhône-Poulenc Santé entre 1993 et 1999.
En 2000, il devient Président-Directeur général de la société américaine ViroPharma.
De 2008 à 2009, il est président de Saint-Gobain Desjonquères.
Il est nommé administrateur-directeur général d'Eutelsat en 2009, puis président-directeur général en 2013. Il en cède la direction générale en mars 2016 à Rodolphe Belmer, qu'il avait recruté ; il reste président (du conseil d'administration) jusqu'en novembre 2017.
Il est président du conseil d'administration de Pharnext et DBV Technologies (deux sociétés de biotechnologies).
Il est président du Conseil d'administration de l'équipementier Forvia, depuis juin 2016 (mandat renouvelé en juin 2020).

### Vie privée
Il est depuis 1979 l'époux de Laurence de Rosen, née de Taisne, psychologue et psychanalyste. Ils ont 4 enfants.

## Œuvres
(en collaboration)
- Armée-nation, le rendez-vous manqué (1975).
- Christian Stoffaës, Jacques Victorri, Nationalisations, Paris, Flammarion, 1977, 434 p. 51 (Jacques Victorri est en fait le pseudonyme de plusieurs auteurs : Jean-Charles Naouri, Baudouin Prot et Michel de Rosen)[8].
- Réduire l’impôt (1985).
- Le Retour du capital (1990).

(en individuel)
- L'égalité, un fantasme francais (2020).
- La fraternité ! (2023)

## Distinctions
- Officier de la Légion d'honneur le 14 avril 2017 (chevalier du 30 juin 2002)[9]